# ONE FC: Return of Warriors
 ONE FC: Return of Warriors  foi um evento de artes marciais mistas promovido pelo ONE Fighting Championship, ocorrido em 2 de fevereiro de 2013 no Putra Indoor Stadium com capacidade para 16,000 em Kuala Lumpur, Malásia.

## Background
O evento coroou o primeiro Campeão Peso Pena do ONE FC, em uma luta que havia sido marcada para o ONE FC: Rise of Kings, entre os lutadores filipinos Eric Kelly e Honorio Banario, que foi cancelada devido à limitações de tempo no PPV.
O evento também marcou as primeiras duas lutas do torneio de quatro lutadores do Torneio da Malásia de Penas do ONE FC e a luta das quartas de final do Grand Prix de Galos do ONE FC.